# Federico Zandomeneghi
Federico Zandomeneghi (ur. 2 czerwca 1841 w Wenecji, zm. 31 grudnia 1917 w Paryżu) – włoski malarz impresjonista.

## Życiorys
Urodził się w Wenecji. Jego ojciec Pietro i dziadek Luigi byli rzeźbiarzami neoklasycznymi. W 1856 wstąpił do Akademii Sztuk Pięknych w Wenecji, a następnie w Mediolanie. W 1859 roku, aby uniknąć poboru do armii austriackiej, wyjechał z Wenecji. W 1860 roku próbował dołączyć do sił rewolucjonisty Giuseppe Garibaldiego i jego „wyprawy tysiąca”. W 1862 roku na 5 lat przeniósł się do Florencji, gdzie uczęszczał do Caffè Michelangiolo, miejsca spotkań artystów i literatów. Tam spotkał grupę włoskich artystów nazywaną Macchiaioli i dołączył do nich, aby malować krajobrazy w plenerze, co było w tym czasie nowatorskim podejściem. 
W 1866 roku powrócił do Wenecji, a w 1872 roku udał się do Rzymu i namalował jedno ze swoich arcydzieł: I poverini sui gradini dell'Ara Coeli (Biedacy na schodkach Bazyliki Matki Bożej Ołtarza Niebiańskiego). W 1874 roku wyjechał do Paryża, gdzie spędził resztę życia. Szybko poznał impresjonistów, którzy właśnie zorganizowali swoją pierwszą wystawę zbiorową. Ponieważ jego styl malarski był podobny do impresjonistów, uczestniczył w czterech z ich późniejszych wystaw, w latach 1879, 1880, 1881 i 1886. Podobnie jak jego bliski przyjaciel Edgar Degas był przede wszystkim malarzem figuratywnym, chociaż twórczość Zandomeneghiego była bardziej sentymentalna niż Degasa. Podziwiał także prace Mary Cassatt i Auguste’a Renoira, a jego liczne obrazy kobiet przy domowych zajęciach podążają za ich przykładem. Aby uzupełnić skromne dochody ze sprzedaży obrazów, Zandomeneghi tworzył prace rysunkowe dla magazynów o modzie.
Na początku lat 90. XIX wieku zainteresował się techniką pasteli i stał się szczególnie biegły w tym medium. Zyskał większą sławę i dochody, gdy marszand Paul Durand-Ruel pokazał jego prace w Stanach Zjednoczonych. Odtąd cieszył się dalszym skromnym sukcesem aż do śmierci w Paryżu w 1917 roku.

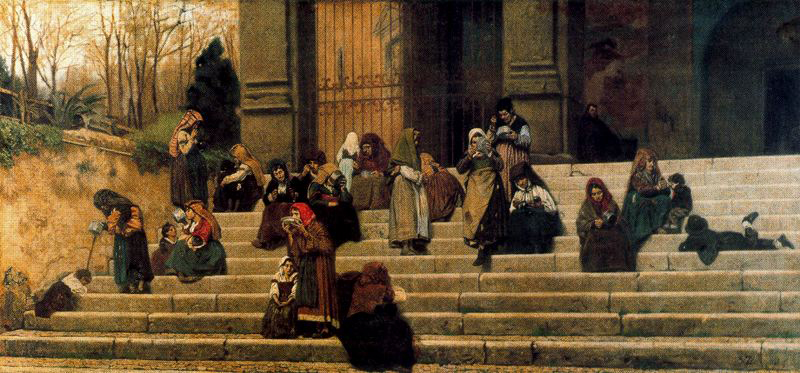
Biedacy na schodkach Bazyliki Matki Bożej Ołtarza Niebiańskiego